# Ashland (Wisconsin)
Ashland è una città degli Stati Uniti d'America, situata in Wisconsin, nella Contea di Ashland e in parte nella Contea di Bayfield. È il capoluogo della Contea di Ashland.